# بلانشروپ
بلانشروپ (به فرانسوی: Blancherupt) یک کمون در فرانسه با جمعیت ۳۶ نفر است که در Canton of Schirmeck واقع شده‌است.